# Фердинанд (ландграф Гессен-Гомбурга)
Фердинанд Генрих Фридрих Гессен-Гомбургский (нем. Ferdinand Heinrich Friedrich von Hessen-Homburg; 26 апреля 1783, Гомбург — 24 марта 1866, там же) — последний ландграф Гессен-Гомбургский.

## Биография
Фердинанд — пятый сын ландграфа Фридриха V и его супруги Каролины Гессен-Дармштадтской, дочери ландграфа Людвига IX Гессен-Дармштадтского и Генриетты Каролины Пфальц-Цвейбрюккенской, «великой ландграфини».
В 1800 году в возрасте 17 лет Фердинанд поступил на службу в австрийский кирасирский полк Карла Лотарингского. Фердинанд участвовал во многих битвах Наполеоновских войн и несколько раз получал ранения. После Битвы народов император Франц II удостоил Фердинанда высшей награды австрийской армии, военного ордена Марии Терезии. В 1822 году Фердинанд ушёл с военной службы в звании генерала кавалерии (фельдцейгмейстера).
Фердинанд никогда не бы женат. Вместе со своим камер-егерем он проживал в скромном флигеле Гомбургского дворца (оранжерее) и предавался своим увлечениям — охоте и изучению романо-германского периода истории Таунуса. 8 сентября 1848 года после смерти своего брата Густава он стал ландграфом Гессен-Гомбургским. Отличавшийся жёсткой экономностью Фердинанд постепенно ликвидировал долги ландграфства. На волне Революции 1848 года Фердинанд принял конституцию Гессен-Гомбурга, подготовленную ещё его братом Густавом. По окончании работы Франкфуртского национального собрания Фердинанд отменил конституцию своим указом от 20 апреля 1852 года и оставался вплоть до своей смерти суверенным правителем, пользуясь любовью своих подданных.
Фердинанд умер на 83 году жизни, не оставив наследника, после чего в соответствии с наследным соглашением Гессен-Гомбург отошёл великому герцогству Гессен-Дармштадт, а после войны 1866 года — Пруссии. Фердинанд похоронен в усыпальнице Гомбургского дворца.

## Награды
- Орден Золотого льва (14 октября 1809, ландграфство Гессен-Кассель)[2]
- Орден Чёрного орла (11 ноября 1848, королевство Пруссия)[3]
- Орден Красного орла 1-го класса (11 ноября 1848, королевство Пруссия)